# Nothapodytes minutiflora
Nothapodytes minutiflora är en järneksväxtart som beskrevs av J.-f. Villiers. Nothapodytes minutiflora ingår i släktet Nothapodytes och familjen Stemonuraceae. Inga underarter finns listade i Catalogue of Life.